# San Vito (Casalbuttano ed Uniti)
San Vito è una frazione del comune di Casalbuttano ed Uniti, in provincia di Cremona, posta ad est del capoluogo comunale.

## Storia
La località era un piccolo villaggio agricolo di antica origine del Contado di Cremona con 421 abitanti a metà Settecento.
In età napoleonica, dal 1810 al 1816, Cignone fu già frazione di Casalbuttano, recuperando però l'autonomia con la costituzione del Regno Lombardo-Veneto.
All'unità d'Italia nel 1861, il comune contava 789 abitanti, e due anni dopo cambiò nome in San Vito e Modesto.
Nel 1867 il comune di San Vito e Modesto venne aggregato al comune di Casalbuttano ed Uniti secondo lo schema napoleonico.